# UAZ-452

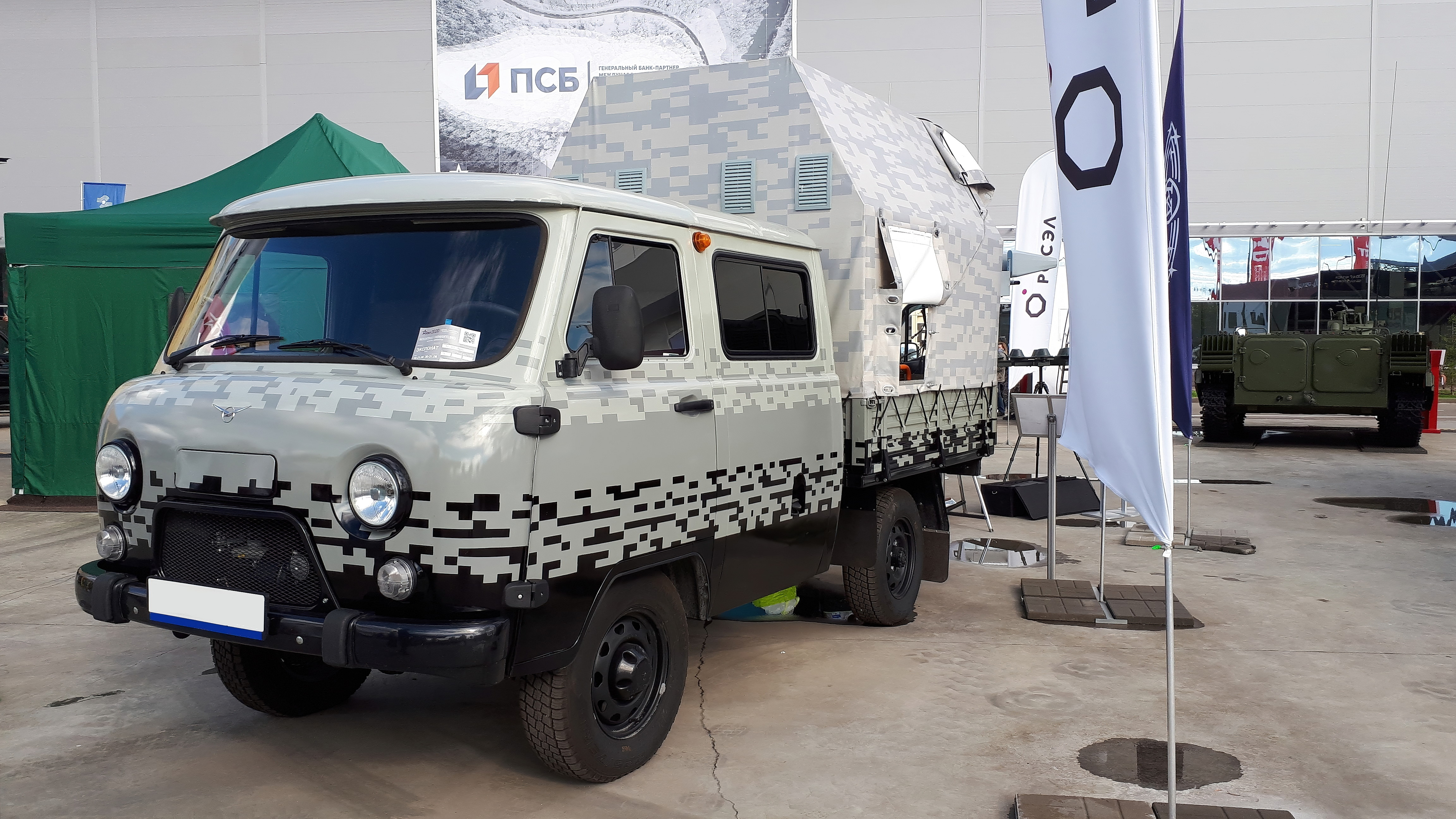
UAZ-39094

A UAZ-452 é uma família de carrinhas todo-o-terreno produzida pela UAZ desde 1965. Originalmente projetadas para as Forças Armadas Soviéticas, os furgões receberam atualizações a partir de 1985: motores mais modernos e iluminação em conformidade com as normas internacionais, além de novos números de modelo: UAZ-3741 para o furgão padrão, enquanto as picapes (cabine dupla) geralmente começavam com UAZ-3303, frequentemente com um ou dois dígitos extras especificando a versão. Por volta de 1996, foram adicionadas variantes de picapes maiores UAZ-33036, com distância entre eixos 25 cm maior.

## Visão geral
O antecessor do modelo, o UAZ-450 (produzido entre 1958 e 1966), foi baseado no chassi e no motor do caminhão leve com tração nas quatro rodas GAZ-69 e foi o primeiro veículo cab-over desse tipo a ser produzido na Rússia ou em qualquer outro lugar da União Soviética. O UAZ-450 foi ligeiramente revisado e simplificado, resultando no UAZ-452. Devido às semelhanças externas com um pão de forma, o furgão ficou conhecido como Буханка (bukhanka, ou "pão de forma" em russo). A versão ambulância foi apelidada de Таблетка (tabletka, uma pílula). O furgão é produzido em diversas modificações, com a principal diferença sendo o tipo de carroceria (por exemplo, o furgão UAZ-3741 (conhecido como bukhanka), ou a picape UAZ-3303, conhecida como golovastik, girino).
A carroceria do furgão normalmente é equipado com duas portas dianteiras, uma porta única no lado direito e uma porta dupla na traseira, embora a configuração exata possa variar dependendo da modificação específica. Destacam-se no furgão as entradas de combustível nos lados esquerdo e direito, que levam a dois tanques de combustível separados.
O motor, localizado entre os bancos do motorista e do passageiro, era o mesmo UMZ-452MI de 2,4 litros (2.445 cc) e quatro cilindros em linha de 75 cv do UAZ-469, e era capaz de funcionar com gasolina de até 72 octanas (76 era o preferido).

## Operadores
- Armênia[5]
- Azerbaijão[6]
- Bielorrússia
- Bulgária
- Camboja
- Cuba
- Egito
- Geórgia
- Hungria
- Quirguistão
- Moldávia[7]
- Mongólia
- Países Baixos
- Coreia do Norte[8]
- Rússia
- Sérvia
- Síria
- Vietname
- Ucrânia[9]